# Влад Коларов
Влад Коларов е българско-канадски карикатурист, хумористичен илюстратор и автор на песни. Той е известен с разнообразната си творческа дейност, която включва карикатури, илюстрации и музика.

## Кариера
Карикатурите и илюстрациите на Влад Коларов са придобили широка популярност и са публикувани в множество вестници, списания и уебсайтове. Неговият хумористичен стил го прави популярна фигура в тази област, а творбите му могат да се намерят и в интернет чрез различни платформи.
През 90-те години работи във вестник „24 часа“, където публикува комикса „Котаракът Фил“. Той също така редовно публикува карикатури в много издания както у нас, така и в чужбина. През 1998 г. се премества със семейството си в Канада, където създава компания за мултимедиен дизайн, както и един от първите уебсайтове за продажба на карикатури.
През 1994 г. прави първата си карикатурна изложба „Смешен футбол“, организирана в българския парламент, посветена на Световното първенство по футбол. Същата година българският национален отбор по футбол завършва на четвърто място.
Освен с визуалното изкуство Коларов е известен и като автор на песни под псевдонима The Vlade. Една от неговите песни, озаглавена Coming Home, е включена в национална седмична класация за българска поп и рок музика топ 20 на Българското национално радио.

## Личен живот
Влад Коларов е роден в Русе. Той е син на Григор Коларов, учител по български език и литература, и Анита Коларова, известна българска поетеса. Влад се премества в Канада, където в момента пребивава.